# Winthemia masicerana
Winthemia masicerana är en tvåvingeart som först beskrevs av Villeneuve 1937.  Winthemia masicerana ingår i släktet Winthemia och familjen parasitflugor.
Artens utbredningsområde är Mauritius. Inga underarter finns listade i Catalogue of Life.